# Walmolen

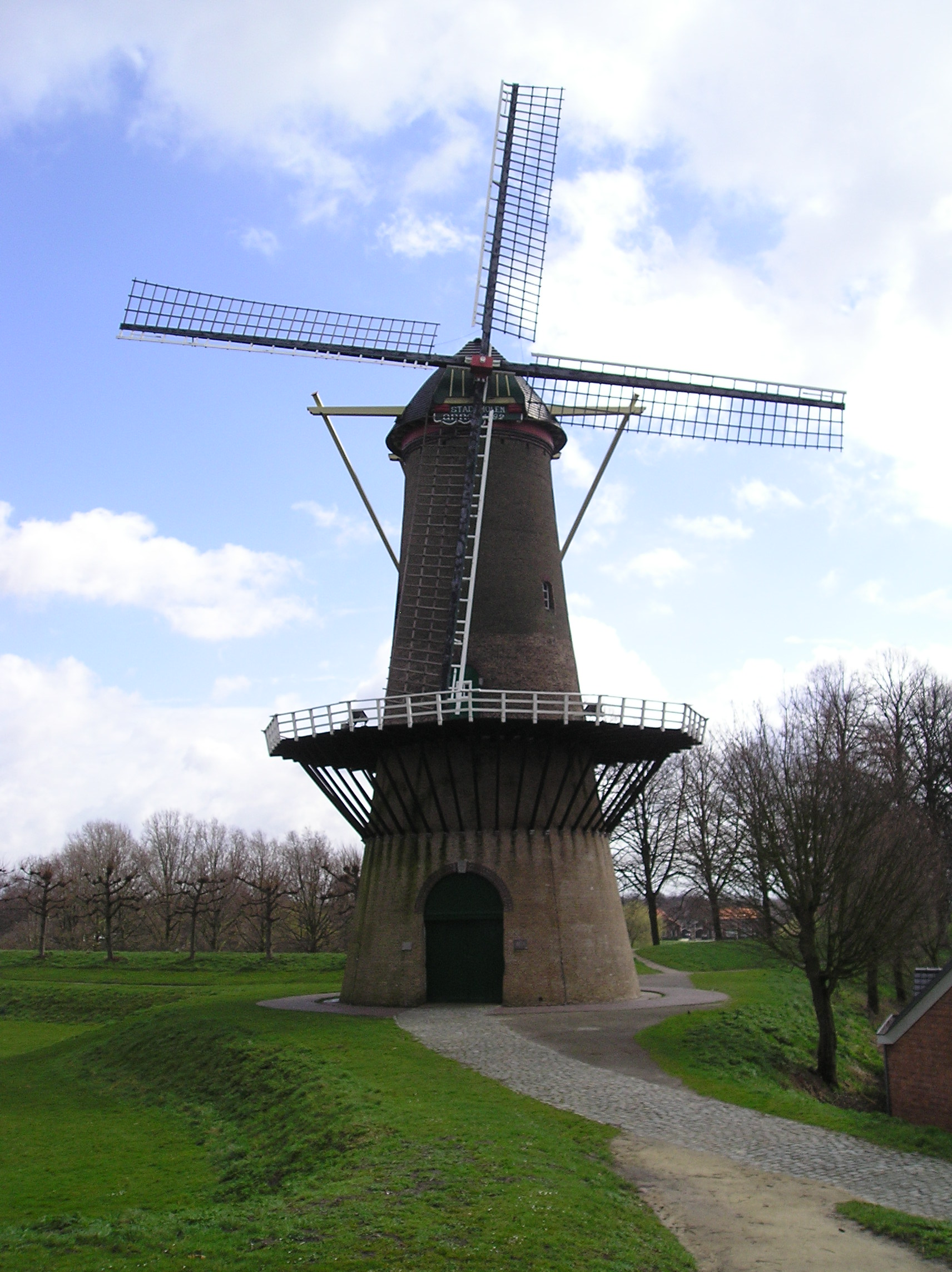
De Stadsmolen, Hulst

Een walmolen of stadsmolen is een windmolen die staat op de wallen van een ommuurde stad. Hierdoor heeft een molen vrije windvang. Tevens waren ze bij gesloten stadspoorten voor de stadsbewoners bereikbaar en had het stadsbestuur vaste inkomsten uit de "belasting op het gemaal".
Om te voorkomen dat het stadsbestuur inkomsten misliep, werd er vaak molendwang opgelegd. Men was dan verplicht om zijn graan op een stadsmolen te laten malen.
De stadsmolens werden meestal door het stadsbestuur bij opbod aan de meest biedende molenaar verpacht, waarbij hij zich verplichtte om de belasting op het gemaal voor het stadsbestuur te innen en af te dragen. Daarnaast had de molenaar scheprecht, het recht om als maalloon een deel van het meel voor eigen gebruik achter te houden. Hiervoor werd een schep van bepaalde afmetingen gebruikt.

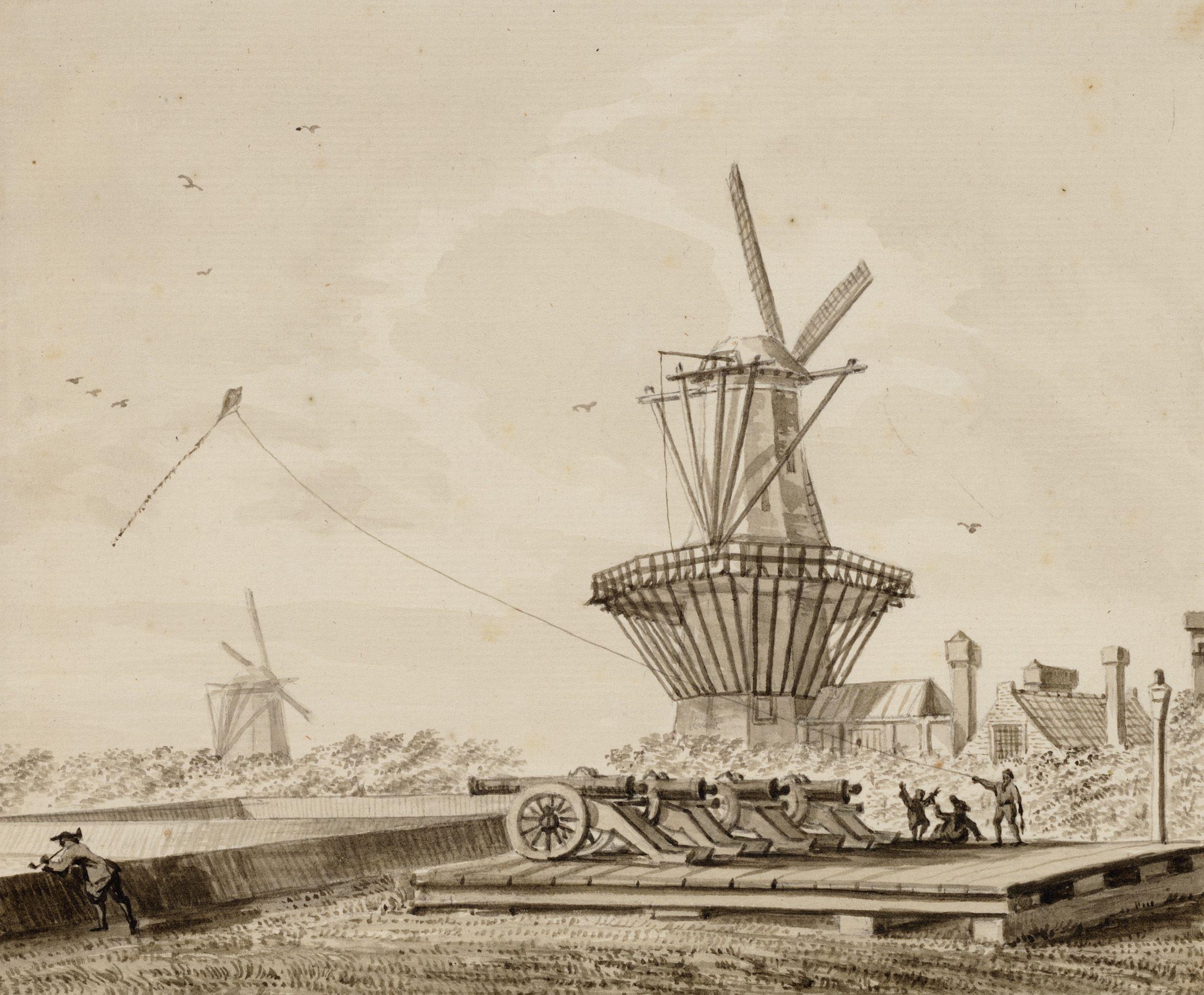
De Amsterdamse molen De Liefde op Bolwerk Sloten, gezien vanaf de Groote Manege aan de Lijnbaansgracht. Tussen 1750 en 1800.

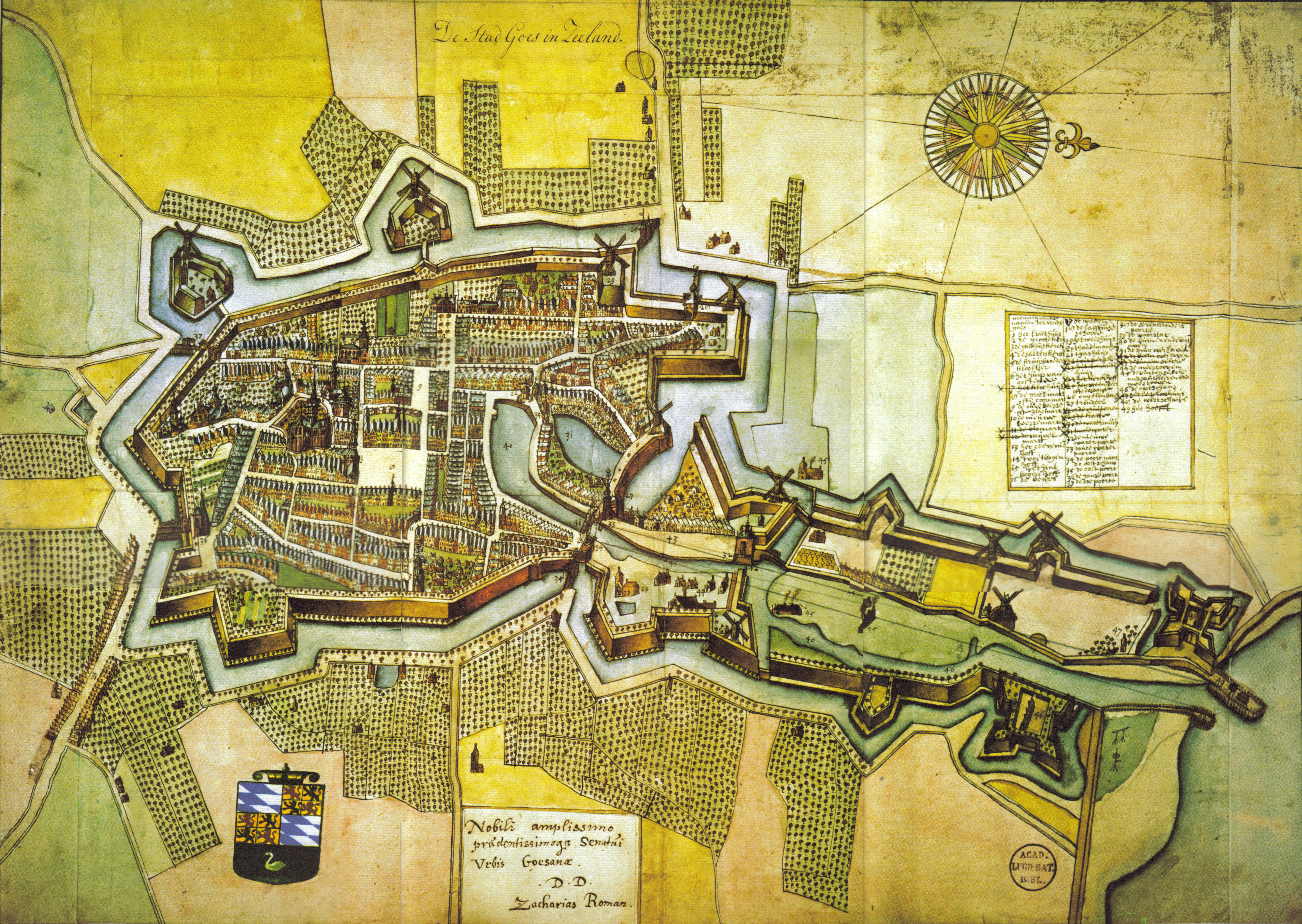
Molens op de wallen van Goes

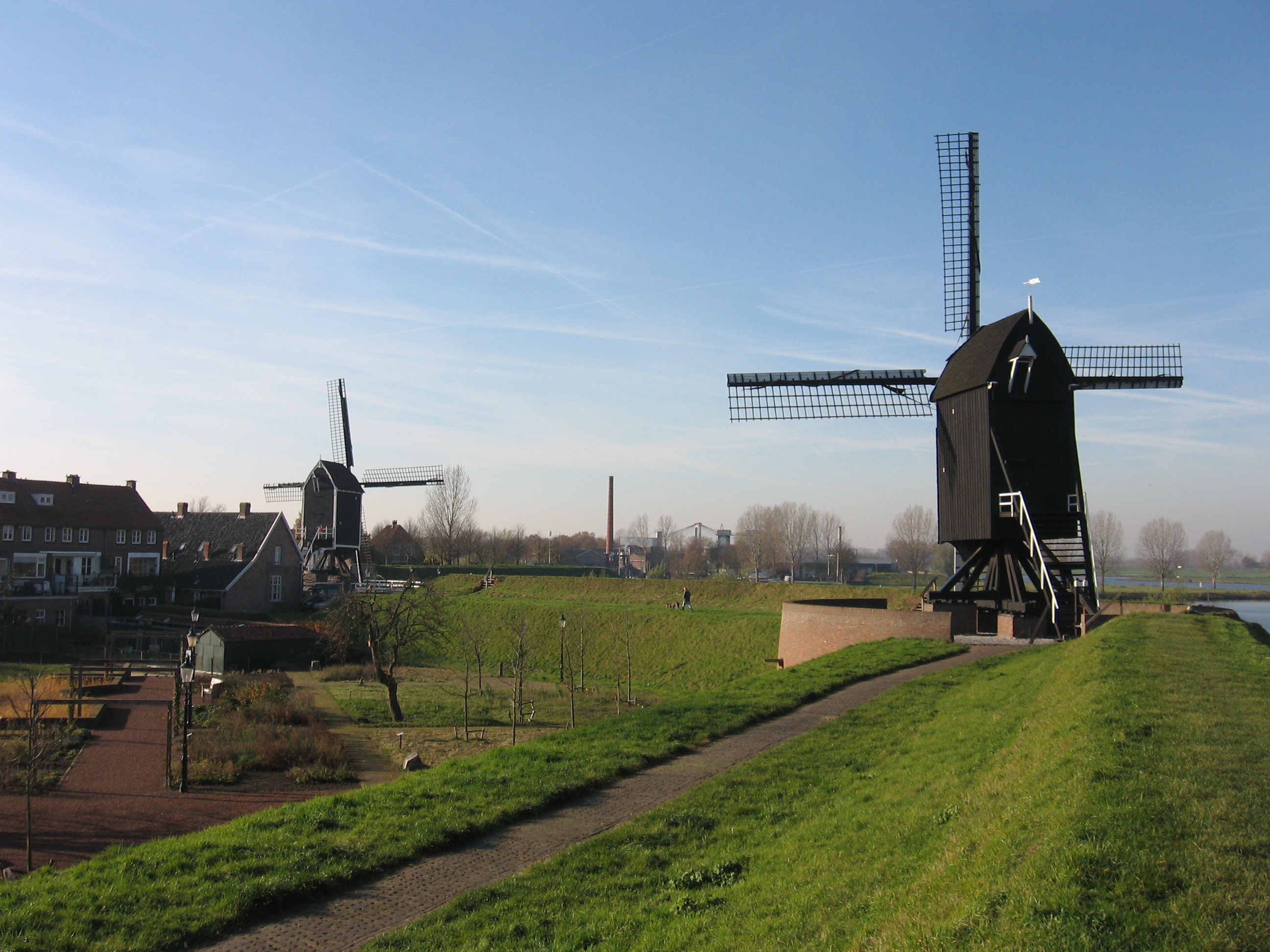
Molens op de wallen van Heusden